# 伊凡·格鲁谢茨基
伊凡·萨莫伊洛维奇·格鲁谢茨基（1904年8月9日（格里历：8月22日）—1982年11月28日），苏联烏克蘭裔党和国家领导人，陆军少将。曾任第聂伯罗彼得罗夫斯克州政府秘书，乌共（布）第聂伯罗彼得罗夫斯克州委第三书记，斯坦尼斯拉夫州委第二书记，切尔诺夫策州、沃伦州、利沃夫州委第一书记，乌共中央书记处书记，乌克兰苏维埃社会主义共和国最高苏维埃主席团主席等职务。

## 生平
- 1904年8月9日（格里历：8月22日）出生于叶卡捷琳诺斯拉夫省科梅舒瓦哈的一个农民家庭。1922年毕业于当地中学。
- 1922年-1923年，叶卡捷琳诺斯拉夫省扎波罗热区杜德尼科韦村贫农委员会书记、主席。1922年加入共青团。
- 1923年-1928年，乌克兰土地和林业工人工会扎波罗热区杜德尼科韦村书记、主席。
- 1928年-1929年，扎波罗热区贫农委员会主席。1928年加入联共（布）。
- 1930年-1935年，第聂伯罗彼得罗夫斯克州扎波罗热区瓦西里夫卡镇副镇长兼财政局长。
- 1935年-1937年，第聂伯罗彼得罗夫斯克州大比洛泽尔卡区政府主席兼财政局长。
- 1937年-1938年11月，第聂伯罗彼得罗夫斯克州政府秘书。
- 1938年10月-1939年11月，乌共（布）第聂伯罗彼得罗夫斯克州委第三书记。
- 1939年11月-1940年8月，乌共（布）斯坦尼斯拉夫州委第二书记。
- 1940年8月-1941年8月，乌共（布）切尔诺夫策州委第一书记。
- 1941年8月-1943年7月，西南方面军第40集团军军事委员，旅政委、上校军衔。1943年5月晋升少将。
- 1943年7月-10月，草原方面军军事委员。
- 1943年10月-1944年，乌克兰第2方面军军事委员，陆军少将军衔。
- 1944年-1949年1月，乌共（布）利沃夫州委第一书记。
- 1949年1月-1950年1月，联共（布）中央党校培训班学习。
- 1950年1月-1951年2月，乌共（布）利沃夫州委第一书记。
- 1951年2月-1961年2月，乌共沃伦州委第一书记。1959年毕业于苏共中央高级党校函授班。
- 1961年2月-1962年12月，乌共利沃夫州委第一书记。
- 1962年12月-1966年3月，乌共中央书记处书记、乌共中央监察委员会主席兼乌克兰苏维埃社会主义共和国部长会议副主席。
- 1966年3月-1972年7月，乌共中央委员会主席。
- 1972年7月-1976年6月，乌克兰苏维埃社会主义共和国最高苏维埃主席团主席。
- 1976年10月起退休，享受个人养老金待遇。
- 1982年11月28日于基辅逝世，享年78岁。葬于拜科夫公墓。

格鲁谢茨基是苏共19-25大代表，第22-25届中央委员；第1-5、7、9届苏联最高苏维埃民族院代表，第8届苏联最高苏维埃联盟院代表；第1、6、8-9届乌克兰苏维埃社会主义共和国最高苏维埃代表。

## 荣誉
- 社会主义劳动英雄称号（1974）
- 六次列宁勋章（1948,1954,1958,1964,1973,1974）
- 两次红旗勋章（1942,1943）
- 十月革命勋章（1971）
- 两次一级卫国战争勋章（1944,1945）
- 劳动红旗勋章（1976）
- 劳动英勇奖章
- 纪念列宁诞辰一百周年奖章
- 1941-1945年伟大卫国战争战胜德国奖章
- 1941-1945年伟大卫国战争胜利三十周年奖章
- 1941-1945年伟大卫国战争胜利四十周年奖章
- 苏联武装力量五十周年奖章
- 苏联武装力量六十周年奖章
- 基辅建城一千五百周年奖章
- 退休劳动者奖章[2]

## 備註
1. ↑  烏克蘭語羅馬化：Ivan Samiilovych Hrushetskyi
2. ↑  俄語羅馬化：Ivan Samoylovich Grushetsky